# Abgeordnetenhaus (Osmanisches Reich)

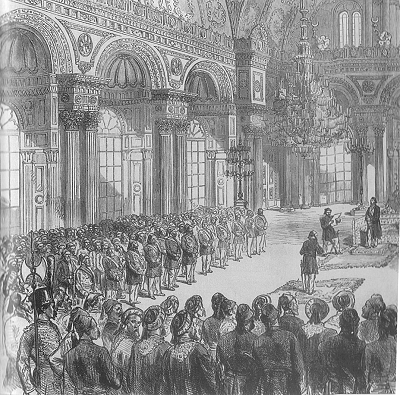
Eröffnung des ersten osmanischen Parlaments, 1877.

Die Abgeordnetenkammer (osmanisch هيئت مبعوثان İA Heyʾet-i Mebʿūs̱ān) war das Unterhaus des Osmanischen Parlaments.
Unter Sultan Abdülhamid II. wurde die Abgeordnetenkammer nach nur anderthalb Jahren aufgelöst und blieb dies für mehr als 30 Jahre.

## Erste Verfassungsära
Das Heyet-i Mebusan reflektierte die Verteilung der Millets im Osmanischen Reich. Bei den zweiten Wahlen gab es 69 Vertreter der muslimischen Millets und 46 Vertreter anderer Millets (Bulgaren, Juden, Griechen, Armenier).

## Zweite Verfassungsära
Die Zweite Verfassungsära des Osmanischen Reiches begann kurz nachdem die Jungtürkische Revolution 1908 die konstitutionelle Monarchie wiederherstellte. Diese Periode führte zur Gründung zahlreicher politischer Gruppen. Eine Serie von Wahlen während dieser Periode führte zum schrittweisen Aufstieg des Komitees für Einheit und Fortschritt („KEF“). Die zweitgrößte Partei, die Freiheits- und Einigkeitspartei (Liberale Union „LU“, türkisch Hürriyet ve İtilâf) war eine Koalition von Parteien, die von Prinz Sabahaddin geleitet wurde. Die Verfassungsära endete nach dem Ersten Weltkrieg mit der Besetzung von Istanbul am 13. November 1918.